# 福岡市立原北中学校
福岡市立原北中学校（ふくおかしりつはらきたちゅうがっこう）は、福岡県福岡市早良区小田部七丁目11番1号にある公立中学校。
通称「原北中学校」「原北中」。

## 態様
閑静なベッドタウンである早良区小田部に位置し、西側に室見川の流れを湛え、周辺をマンション・団地に囲まれて所在している。

## 校訓
磨き合う 助け合う 鍛え合う

## 歴史
- 1976年 開校
- 1979年 1度目の校舎増築
- 1984年 2度目の校舎増築
- 1985年 開校10周年
- 1993年 パソコン教室設置
- 1995年 開校20周年
- 1997年-1998年 体育館改築
- 2005年 開校30周年
- 2015年 開校40周年

## 所在
福岡県福岡市早良区小田部七丁目11番1号
- ちなみに、周辺に「原北」という地名はない。

## 交通
南を国道202号が東西に走る。
最寄のバス停留所は西鉄バス『原北中学校前』。

## 周辺
- 室見団地
北方に所在。
- 福岡市立小田部小学校
北西に所在。
- 福岡市立原北小学校
北東に所在。
- 小田部中央公園
わずか西に所在。

## 著名な出身者
- 矢吹奈子（IZ*ONE)[要出典]
- 草野マサムネ（スピッツ）[要出典]
- 井上芳雄（俳優）[要出典]
- 山田真里 (バレーボール元選手)[要出典]
- 中牧佳南（シンクロナイズドスイミング元選手）[要出典]
- 仲田慶介(プロ野球選手)